# Hina Yōmiya
Hina Yōmiya (羊宮 妃那 Yōmiya Hina?, nacida el 26 de marzo de 2000) es una seiyū japonesa de la prefectura de Nara que está afiliada a Aoni Production. 
Comenzó su carrera en 2020 y ha interpretado papeles como Nodoka Yagi en Selection Project, Shinju Inui en Sono Bisque Doll wa Koi o Suru, Anna Yamada en Boku no Kokoro no Yabai Yatsu y Tomori Takamatsu en BanG Dream!.

## Biografía
Yōmiya nació en la prefectura de Nara el 26 de marzo de 2000. En 2019, participó en una audición para interpretar el papel principal en la serie de anime Sakugan, donde se convirtió en una de las siete finalistas. Aunque finalmente no ganó el papel, se afilió a la agencia de talentos Aoni Production al año siguiente.
Yōmiya interpretó su primer papel principal en una serie de anime en 2021, interpretando a Nodoka Yagi en Selection Project. Al año siguiente, interpretó los papeles de Shinju Inui en Sono Bisque Doll wa Koi o Suru, Ginny Fin de Salvan en Shijō Saikyō no Daimaō, Murabito A ni Tensei Suru, y Sakurako Mikage en Soredemo Ayumu wa Yosetekuru. En 2023, interpretará los papeles de Lainie Cyan en Tensei Ōjo to Tensai Reijō no Mahō Kakumei y Anna Yamada en Boku no Kokoro no Yabai Yatsu.

## Filmografía

### Anime
2021
- Selection Project como Nodoka Yagi[3]

2022
- Sono Bisque Doll wa Koi o Suru como Shinju Inui[4]
- Shijō Saikyō no Daimaō, Murabito A ni Tensei Suru como Ginny Fin de Salvan[5]
- Kunoichi Tsubaki no Mune no Uchi como Mokuren[9]
- Soredemo Ayumu wa Yosetekuru como Sakurako Mikage[6]

2023
- Tensei Ōjo to Tensai Reijō no Mahō Kakumei como Lainie Cyan[7]
- Ars no Kyojū como Kuumi[10]
- Boku no Kokoro no Yabai Yatsu como Anna Yamada[8]
- BanG Dream! It's MyGO!!!!! como Tomori Takamatsu[11]
- Oshi no Ko como Minami Kotobuki[12]
- Sylvanian Families Freya no Go for Dream! como Sally Manely[13]
- Tonikaku Kawaii Joshi Kō-hen como Mishio Usa[14]
- Hoshikuzu Telepath como Honami Konohoshi[15]

2024
- Sentai Daishikkaku, Peleadora XX
- Shōshimin, Yuki Osanai
- Mayonaka Punch, Fū

2025
- BanG Dream! Ave Mujica, Tomori Takamatsu
- Arafō Otoko no Isekai Tsūhan, Lilith
- Aru Majo ga Shinu Made, Sophie Hayter
- Kakkō no Iinazuke Temporada 2, Ai Mochizuki
- Wandance, Hikari Wanda
- Chitose-kun wa Ramune Bin no Naka, Yua Uchida

### Videojuegos
2022
- Goddess of Victory: Nikke como Alice[16]
- Azur Lane como Kala Ideas[17]

2023
- Atelier Ryza 3: Alchemist of the End & the Secret Key como Kala Ideas[18]
- Magia Record: Puella Magi Madoka Magica Gaiden como Tsuyu Mizuna
- Dead or Alive Xtreme Venus Vacation como Shizuku

2024
- Wuthering Waves como Taoqi